# 龍岳山

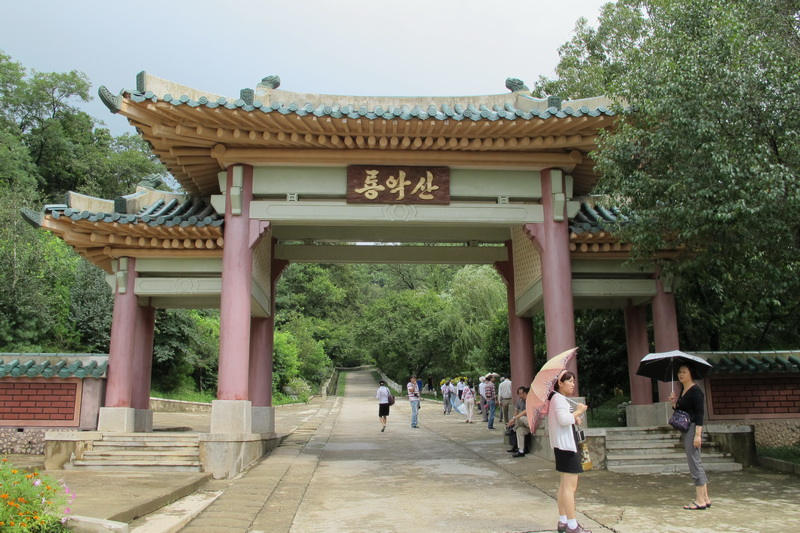
龍岳山景區的大門，門上懸掛題有“룡악산”（龍岳山）的匾額

龍岳山（：／）位於朝鮮民主主義人民共和國平壤市萬景臺區域，因似一條龍張口騰空而上而得名，自古有“平壤之金剛山”的美稱。龍岳山由二十餘座山峰和數十個峽谷組成，在頂峰可俯瞰平壤市的風景。
龍岳山有法雲庵、龍谷書院等多處景點被收入朝鮮民主主義人民共和國國寶。
龍岳山上有500余种树木。每年春季，山上开满杜鹃花、金达莱，吸引平壤市民纷纷前来踏青。平壤市的学生及教职员每年都到龍岳山野营，举办各种游戏及娱乐活动。